# Romualdas Gėgžnas
Romualdas Gėgžnas (* 25. Juni 1955 in Vilnius) ist ein litauischer Manager und Politiker, Vizeminister der Finanzen.

## Leben
Nach dem Abitur 1973 an der 7. Mittelschule Vilnius absolvierte Gėgžnas von 1973 bis 1978 das Diplomstudium  an der Industriewirtschaft-Fakultät der Vilniaus universitetas. Von 1978 bis 1980 arbeitete er bei Valstybinio televizijos ir radijo komitetas, von 1991 bis 1993 als stellvertretender Leiter der Kommerzabteilung am Ministerium für internationale Wirtschaftsbeziehungen, von 1990 bis 1991 am anderen Ministerium und von 1997 bis 2001 beim Luftfahrt-Unternehmen  	AB „Aviakompanija Lietuva“.
Von 2007 bis 2009 war Gėgžnas  	Projektleiter beim Europarlament-Mitglied Margarita Starkevičiūtė. 2010 war er Generaldirektor  des Unternehmens UAB „Visagino energetikos remontas“. Von 2011 bis 2013 war er Direktor bei UAB „IREKO“. Seit 2015 ist er Vizeminister am Finanzministerium Litauens, Stellvertreter des Minister Rimantas Šadžius im Kabinett Butkevičius.
Gėgžnas ist Mitglied der Partei Tvarka ir teisingumas.